# Libysches Meer
Das Libysche Meer (lateinisch Libycum Mare, neugriechisch Λιβυκό Πέλαγος Livykó Pélagos [livi'kɔ ˈpelaɣos] (n. sg.), altgriechisch Λιβυκόν πέλαγος) ist ein Abschnitt des Mittelmeeres zwischen Kreta und der nordafrikanischen Küste vor Libyen.

## Abgrenzung

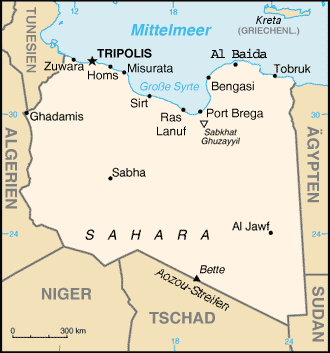
Lage von Kreta und Libyen

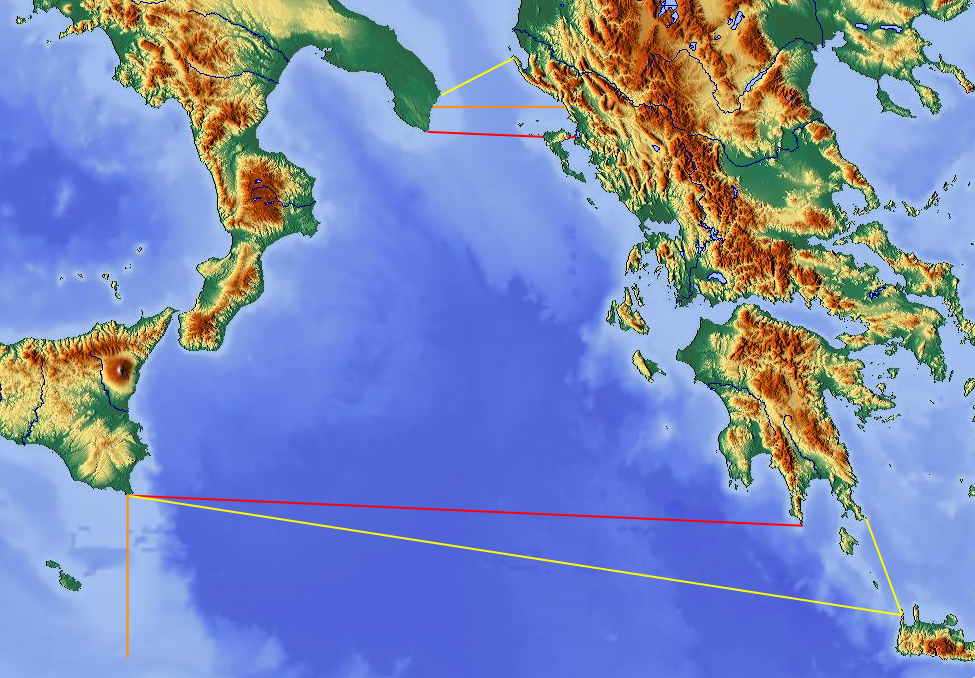
Unterschiedlich definierte Südgrenze des Ionischen Meers (gleichzeitig Nordgrenze des Libyschen Meers)
rot: Grenze nach der IHO
gelb: traditionelle Grenzen

Der Name der Meeresregion entstammt noch der römischen Geographie und meint das Meer, hinter dem die Provinzen Libya superior und Libya inferior lagen.
Die International Hydrographic Organization (IHO) führt den Begriff der Meeresregion nicht, womit es vielmehr schlicht freies östliches Mittelmeer darstellt. Verwendet wird der Ausdruck aber noch heute, um das Mittelmeer flächendeckend in Regionen zu gliedern. Wie das Libysche Meer als Untermeer abgegrenzt wird, hängt also von unterschiedlichen Definitionen seiner stärker abgegliederten Nachbarmeere ab:
- Der Bogen, den die griechischen Inseln Kythira, Kreta und Karpathos bilden, trennt das Libysche Meer von der nordöstlich davon gelegenen Ägäis ab. Auch im Bewusstsein der Seeleute ist, von Norden kommend, erst das Libysche Meer das „offene Meer“ – im Gegensatz zur inselreichen Ägäis.
- Östlich des Libyschen Meeres liegt das Levantische Meer, der östlichste Teil des Mittelmeeres. Nach einer Tradition, die von einer Bezeichnung antiker Geographen für das südliche Mittelmeer bis zu Darstellungen in modernen Reisebeschreibungen und auf neueren Karten reicht, dehnt sich das Libysche Meer weit nach Osten, bis Tobruk und Alexandria aus.[1][2] Gelegentlich wird auch die weiter westlich verlaufende Linie vom Kap Ra's al-Hilal an der libyschen Küste bis zur Insel Gavdos südlich von Kreta als Grenze angegeben. Die IHO führt auch dieses Nebenmeer nicht.
- Im Westen reicht das Libysche Meer nach traditioneller Definition bis an die Kleine Syrte an der Ostküste Tunesiens[3][4]. Nördlich davon befindet sich das zwischen Sizilien und Tunesien gelegene Sizilische Meer mit der namentlich weitaus bekannteren Straße von Sizilien, wo als Ostgrenze die Maltesische Inselgruppe gesehen werden kann.[5]

Veraltet findet sich für diese Region das ebenfalls noch römische Afrikanische Meer (Mare Africum). Moderner spricht man hier schlicht von Zentrales Mittelmeer.
- Im Nordwesten des Libyschen Meeres liegt das Ionische Meer. Die IHO definiert hier die Südgrenze des Ionischen Meeres eine Linie von Capo Passero im Süden Siziliens bis zum Kap Tenaro, der Südspitze der Peloponnes, im Osten.[6] Es gibt auch Karten, auf denen das Sizilische Meer so weit nach Osten reicht, dass es sich zwischen das Libysche und das Ionische Meer schiebt.[7] Auf anderen Karten liegt das Sizilische Meer (Mare Siculum) gar nur östlich von Sizilien und südlich des Ionischen Meers[8], während das Meeresgebiet zwischen Sizilien und Tunesien beiderseits der Straße von Sizilien als Afrikanisches Meer (Mare Africum) bezeichnet ist.[9]

## Inselwelt
Die größte Insel im Libyschen Meer ist Djerba. Weitere Inseln im Libyschen Meer sind je nach Abgrenzung die Kerkenna-Inseln sowie wenige kleine Inseln nahe Kretas Südküste; die größte und einzige dauerhaft bewohnte davon ist Gavdos.

## Hydrologie
Das Libysche Meer ist besonders auf der Südseite Kretas in Ufernähe kälter als im östlichen Mittelmeer üblich. Dies begründet sich in dort vorherrschenden Tiefenströmungen.
Das Wasser erscheint in einer deutlich dunkelblau-schimmernden Färbung und wirkt sehr klar.